# Micronecta decorata
Micronecta decorata  (лат.) — вид мелких водяных клопов рода Micronecta из семейства Гребляки (Corixidae, Micronectinae, или Micronectidae). Юго-Восточная Азия, Индонезия (Суматра, Борнео, Ява), Малайзия, Таиланд Завезён из Азии в США (Флорида).

## Описание
Мелкие водяные клопы, длина от 2,2 до 2,4 мм. Желтовато-коричневые. Пронотум с тёмными отметинами. Ноги и брюшко светло-жёлтые. Усики 3-члениковые. Тело удлинённое, немного уплощённое, голова широкая. Фасеточные глаза большие, простые глазки отсутствуют. Щиток свободный. У самцов правосторонняя асимметрия брюшка; на VI тергите развит маленький стригилл; коготок передних лапок лопастевидный. Живут в озерах, прудах и реках.

## Систематика
Вид был впервые описан в 1933 году и включён подрод Dichaetonecta. Один из 8 обитающих на Борнео видов рода Micronecta.